# Каргарка сіроголова
Карга́рка сіроголова (Chloephaga poliocephala) — вид гусеподібних птахів родини качкових (Anatidae). Мешкає в Аргентині і Чилі.

## Опис

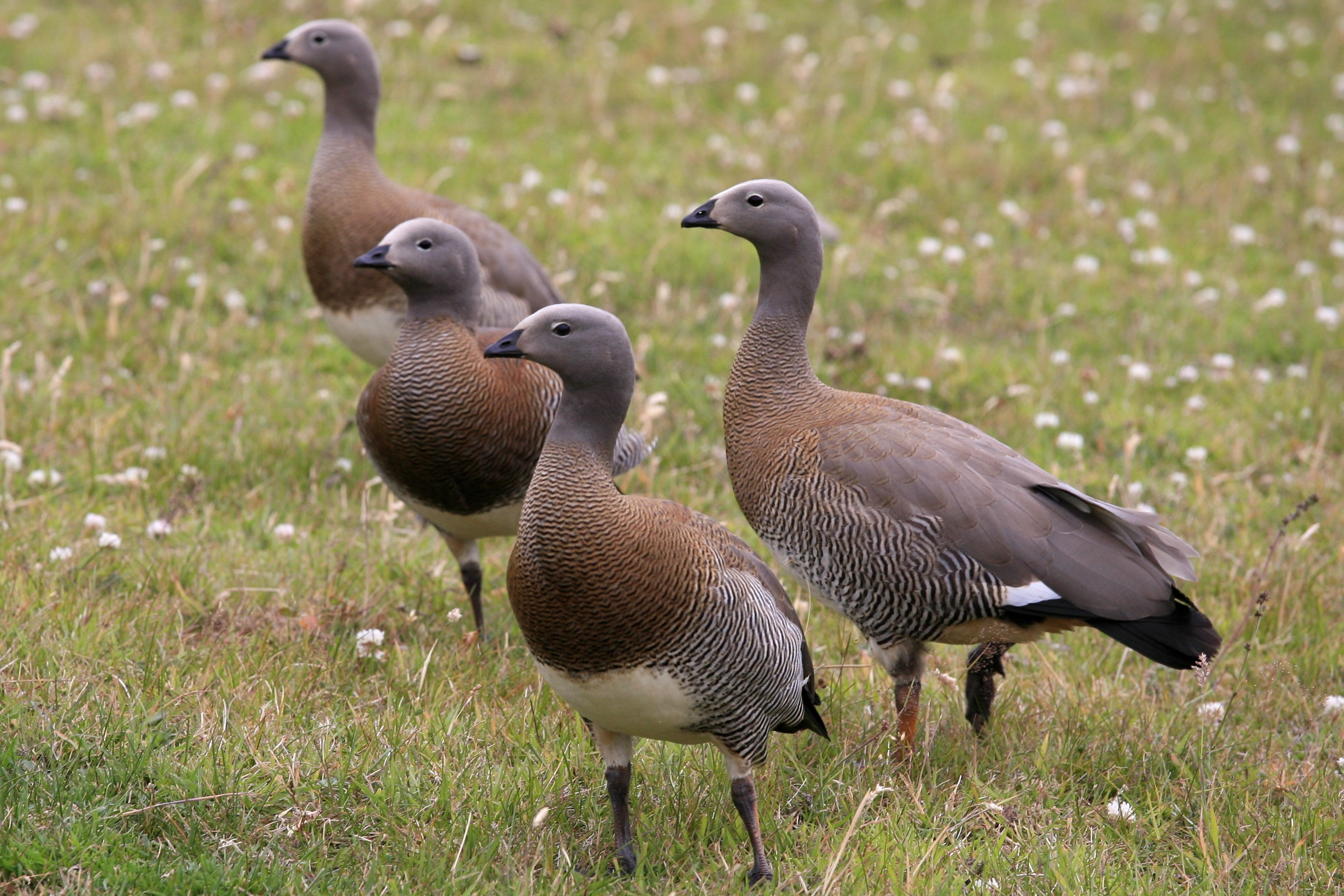
Молоді сіроголові каргарки

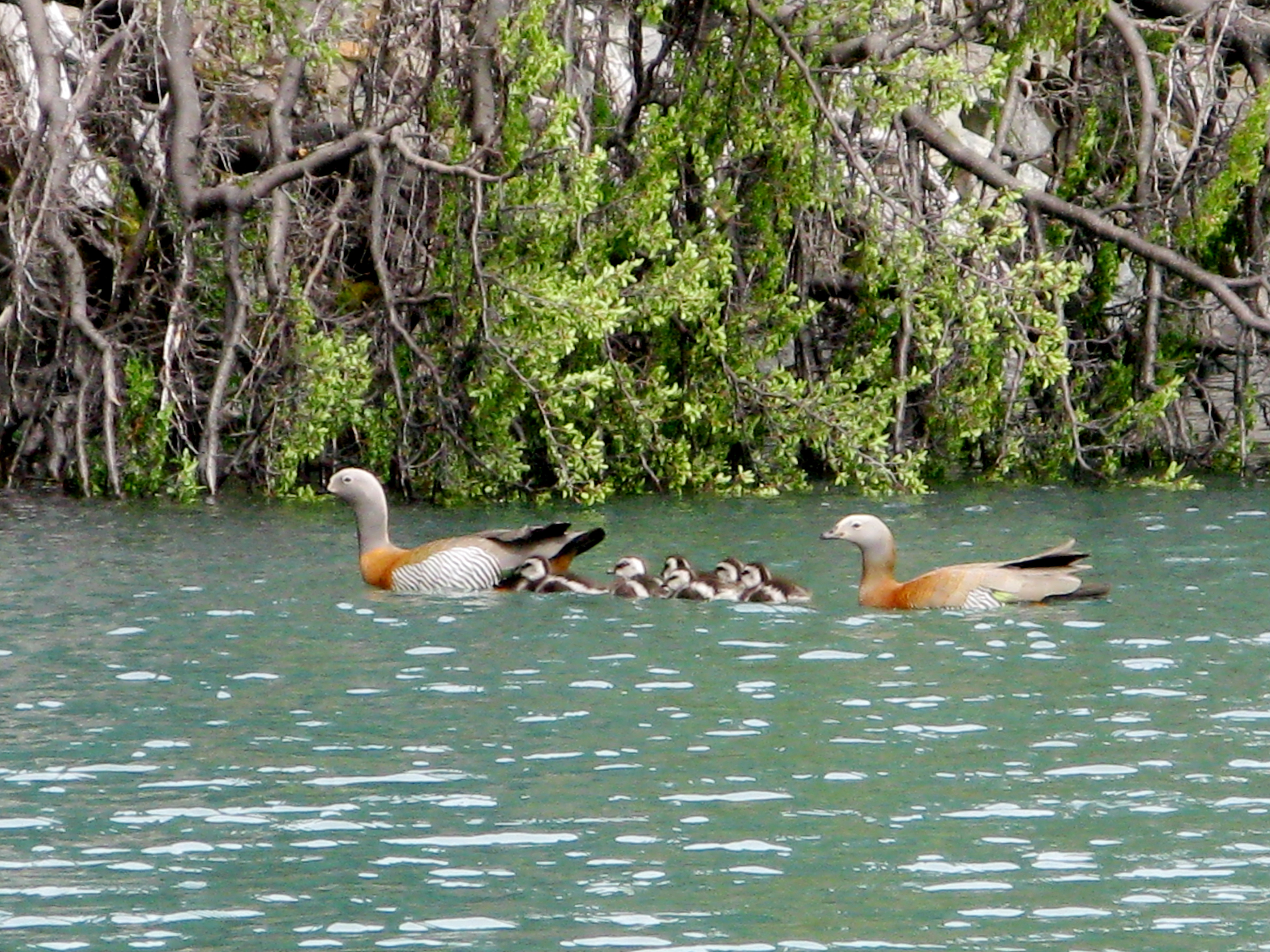
Сіроголові каргарки

Довжина птаха становить 50-60 см, самці важать 1,62-2,27 кг, самиці 1,47-1,49 кг. Голова і шия сірі, верхня частина спини і груди рудувато-коричневі, боки смугасті, чорно-білі, живіт білий, спина сірувато-коричнева. Крила чорнуваті, в польоті на них помітні білі плями і зеленуваті з металевим відблиском "дзеркальця". Дзьоб чорний, лапи оранжеві з чорними плямками. У молодих птахів руді частини в оперення більш тьмяні, спина і груди більш смугасті, а "дзеркальця" темно-коричнюваті. 

## Поширення і екологія
Сіроголові каргарки гніздяться на півдні Чилі і на південному заході Аргентини, на південь від 37° південної широти, зокрема на Вогняній Землі. Вони живуть на галявинах вологих нотофагусових лісів, на берегах річок, озер і боліт, на луках, на висоті до 1500 м над рівнем моря. Взимку вони мігрують на північ, досягаючи провінції Буенос-Айрес, де зимують на луках і пасовищах. Бродячі птахи спостерігалися на Фолклендських островах.
Сіроголові каргарки живляться листям, стеблами і насінням трав і осоки, а також ягодами Empetrum rubrum. Сезон розмноження у них триває з жовтня по листопад, іноді триває до березня. Птахи гніздяться поодинці або невеликими розрідженими групами. Гніздо розміщується у високій траві, на пні або в дуплі дерева, встелюється пухом. В кладці від 4 до 6 яєць. Інкубаційний період триває приблизно 30 днів.